# LIBRA – Stranka liberalnih demokrata
Stranka liberalnih demokrata, poznatija pod skraćenicom LIBRA, bila je politička stranka u Hrvatskoj koja je djelovala od 2002. do 2005. godine.
Liberalni demokrati nastali su u ljeto 2002. godine raskolom u redovima Hrvatske socijalno-liberalne stranke, kada je njezin vođa Dražen Budiša nakon stalnih sukoba odlučio raskinuti koaliciju s premijerom Ivicom Račanom i isforsirati nove izbore. Međutim velik dio saborskih zastupnika HSLS-a, uključujući Jozu Radoša i Gorana Granića, to su odbili učiniti i umjesto toga su formirali novu stranku, koja je očuvala Račanovu parlamentarnu većinu.
LIBRA je na parlamentarne izbore 2003. godine izišla na zajedničkoj listi sa SDP-om i osvojila malen broj mjesta. 
Već ranije je bilo jasno da nova stranka teško može opstati te su počeli pregovori o ujedinjenu s ideološki bliskim strankama. 6. veljače 2005. LIBRA se je na zajedničkoj konvenciji ujedinila s Hrvatskom narodnom strankom, koja otad nosi naziv Hrvatska narodna stranka – liberalni demokrati.